# Susan Egoavil
Susan Indira Egoavil Ortega (Lima, 16 de enero de 1988) es una voleibolista peruana que se desempeña como líbero. 

## Trayectoria
Susan Egoavil debutó en la Liga Nacional Superior del Perú defendiendo al Latino Amisa. En 2007 se trasladó a Estados Unidos para realizar sus estudios universitarios en la Florida A&M University, con su universidad disputó la Mid-Eastern Athletic Conference (MEAC) que ganó en las temporadas 2008-09, 2009-10 y 2010-11.
En 2011 volvió al Perú para jugar por el Latino Amisa y al año siguiente se integró al Sporting Cristal. En la edición 2012-13 de la Liga Nacional de Voleibol, Egoavil fue premiada como la «Mejor Defensa» del torneo. Ese mismo año ganó la medalla de bronce de la Liga. La temporada siguiente llegó a disputar la final del certamen con Cristal, obteniendo finalmente la medalla de plata.

## Clubes
| Club                      | País           | Año         |
| ------------------------- | -------------- | ----------- |
| Túpac Amaru               | Perú           | 1998 - 2001 |
| Latino Amisa              | Perú           | 2002 - 2007 |
| Florida A&M University    | Estados Unidos | 2007 - 2011 |
| Latino Amisa              | Perú           | 2011 - 2012 |
| Sporting Cristal          | Perú           | 2012 - 2018 |
| Universidad César Vallejo | Perú           | 2018 - 2020 |
| REC Volley Féminin        | Francia        | 2020 - 2021 |
| AS Villebon Volley        | Francia        | 2021 - 2022 |

## Selección nacional
Su primera participación con la selección peruana de voleibol ocurrió durante el Campeonato Sudamericano de Menores de 2004, mientras que su última actuación fue en el Grand Prix de Voleibol de 2016.

### Resultados
| Torneo                  | Categoría | Sede          | Año  | Resultado |
| ----------------------- | --------- | ------------- | ---- | --------- |
| Campeonato Sudamericano | Sub-18    | Ecuador       | 2004 | 4° lugar  |
| Campeonato Sudamericano | Sub-20    | Bolivia       | 2004 | 5° lugar  |
| Campeonato Sudamericano | Sub-20    | Venezuela     | 2006 | 4° lugar  |
| Copa Latina             | Mayores   | Perú          | 2013 | 4° lugar  |
| Grand Prix de Voleibol  | Mayores   | Sin sede fija | 2014 | 18° lugar |

## Palmarés

### Clubes
| Título                 | Club             | Año     |
| ---------------------- | ---------------- | ------- |
| Liga Nacional Superior | Sporting Cristal | 2012-13 |
| Liga Nacional Superior | Sporting Cristal | 2013-14 |

### Distinciones individuales
| Distinción                   | Torneo                             | Año     |
| ---------------------------- | ---------------------------------- | ------- |
| «Mejor Recepción»            | Liga Nacional de Voleibol del Perú | 2013-14 |
| «Mejor Defensa»              | Liga Nacional de Voleibol del Perú | 2012-13 |
| «MVP Florida A&M University» | Florida A&M University             | 2008-11 |
| «MVP Florida A&M University» | Florida A&M University             | 2008-09 |
| «MVP Juvenil»                | Selección Nacional Peruana Juvenil | 2005-06 |